# Spineto Scrivia
Spineto Scrivia és un municipi situat al territori de la província d'Alessandria, a la regió del Piemont, (Itàlia).
Pertanyen al municipi les frazioni de Cascina Marianna, Pozzo i Valpiria.
Spineto Scrivia limita amb els municipis de Carbonara Scrivia, Paderna, Tortona i Villaromagnano.